# ß (слово латинице)
Графема ß, звана оштро с или есцет представља фонему у немачкој ортографији. Користи се код дугих самогласника и дифтонга. Име есцет је добила комбинацијом имена слова с (ес) и з (цет) на немачком језику. Може се и заменити са ss.